# 陸京士
陸京士（1906年9月22日—1983年12月29日），名之鎬。江蘇省太倉縣沙溪鎮人。民國37年（1948年）在工會東區（江蘇、浙江、安徽、山東四省；南京、上海、青島三市）當選第一屆立法委員。

## 生平[1][2]
- 上海法學院畢業
- 中訓團黨政班第一期、革命實踐研究院廿三期、聯戰班第三期、國防研究院第七期結業
- 全國郵務總工會常務委員
- 上海市總工會常務委員
- 上海特別市黨部執行委員
- 上海市臨時參議會參議員
- 京滬杭警備總司令部政務委員會委員、淞滬警備總司令部軍法處處長
- 中央社會部組訓處處長
- 行政院社會部組織訓練司司長
- 中央農工部副部長
- 制憲國民大會代表
- 出席第二十九屆國際勞工大會中華民國代表團政府第二代表
- 自由中國勞工同盟主席
- 國際社會福利協會執行委員
- 中國委員會主席
- 文化大學勞工研究所理事會理事長
- 勞工月刊社社長
- 民國72年12月29日病逝[3]